# Zorongo
Lo zorongo è un canto e ballo popolare tipico della musica andalusa. Si caratterizza per la sua metrica ternaria. Lo zorongo più conosciuto è quello che La Argentinita e Federico García Lorca registrarono rispettivamente col canto e col piano nel 1931. Senza essere, in senso stretto, un palo del flamenco, il suo stile andaluso permette di consideralo un flamenco con facilità.